# La Peste
Pour les articles homonymes, voir Peste (homonymie).
Pour un article plus général, voir Philosophie d'Albert Camus.
La Peste est un roman d'Albert Camus, prix Nobel de littérature en 1957.
Inspiré du thème de l'absurde et publié en 1947, le roman a reçu le prix des Critiques la même année. Il appartient au « cycle de la révolte » regroupant deux autres œuvres de Camus : L'Homme révolté et Les Justes.

## Conception du roman
Camus raconte dans ce roman le quotidien des habitants d'Oran dans les années 1940, confrontés à une épidémie de peste qui les frappe de plein fouet et les coupe du monde extérieur.
Pour construire son histoire, Camus semble s'être inspiré d'une épidémie de peste bubonique survenue à Oran en 1945, succédant à une épidémie plus sérieuse qui eut lieu à Alger en 1944. Son projet est néanmoins antérieur à ces épidémies, puisqu'il y réfléchit depuis avril 1941, comme en témoignent ses Carnets, dans lesquels il parle de « la peste libératrice » et note quelques idées.
Le 13 mars 1942, il informe André Malraux qu'il est occupé à l'écriture d'« un roman sur la peste ». Il ajoute : « Dit comme cela, c'est bizarre, […] mais ce sujet me paraît si « naturel ». » Albert Camus rédige une première version de La Peste au Panelier, en Haute-Loire, à quelques kilomètres du village du Chambon-sur-Lignon qui sera plus tard honoré du titre de village des Justes,.

## Succès
La Peste est un succès éditorial dès sa sortie en France et à l’étranger.
Traduit dans une dizaine de langues, le roman est le troisième plus grand succès des éditions Gallimard, derrière Le Petit Prince d'Antoine de Saint-Exupéry et L'Étranger d'Albert Camus.
En 2020, avec la pandémie de Covid-19, le livre connaît un regain d'intérêt, notamment en France et en Italie,.

## Résumé
Le récit, structuré en cinq parties comme les actes d'une tragédie classique, débute par la mort mystérieuse de plusieurs rats dans les rues d'Oran. Le concierge de l'immeuble du docteur Rieux succombe à une maladie étrange malgré les soins apportés par le médecin. L'employé de mairie, Grand, informe Rieux de la mort massive des rats. Face à la progression de l'épidémie qui s'avère être la peste, les autorités décident finalement de fermer la ville pour en empêcher la propagation.
Au cours de la deuxième partie, le journaliste Rambert cherche désespérément à quitter Oran pour retrouver sa compagne à Paris, tandis que Cottard profite de la situation pour se lancer dans un commerce illégal profitable. Parallèlement, Grand tente d'écrire un livre et le père Paneloux interprète l’épidémie comme un châtiment divin.
L'été arrive et avec lui une augmentation des décès, mais les habitants commencent à s'habituer aux effets dévastateurs de l'épidémie. À l'automne, Rambert décide de joindre ses efforts à ceux de Rieux et Tarrou pour combattre la maladie. La mort d'un jeune enfant, particulièrement douloureuse et atroce, bouleverse profondément Paneloux, renforçant sa foi.
En janvier, la peste commence à reculer et le sérum développé par Castel devient étrangement efficace. Tarrou, malgré les soins de Rieux, succombe à la maladie, devenant l'une des dernières victimes. Dans un accès de folie, Cottard commence à tirer sur des passants depuis son appartement, ce qui conduit à son arrestation. Le même jour, Rieux apprend le décès de sa femme, qui était partie se soigner de la tuberculose hors d'Oran avant l'épidémie. Après avoir lutté contre la tuberculose pendant près d'un an, Rieux se retrouve face aux pertes personnelles et aux ravages causés par la maladie. Le roman se clôt sur l'image d'un Rieux lucide et pleinement conscient des dégâts infligés par la peste.

## Personnages

### Personnages principaux

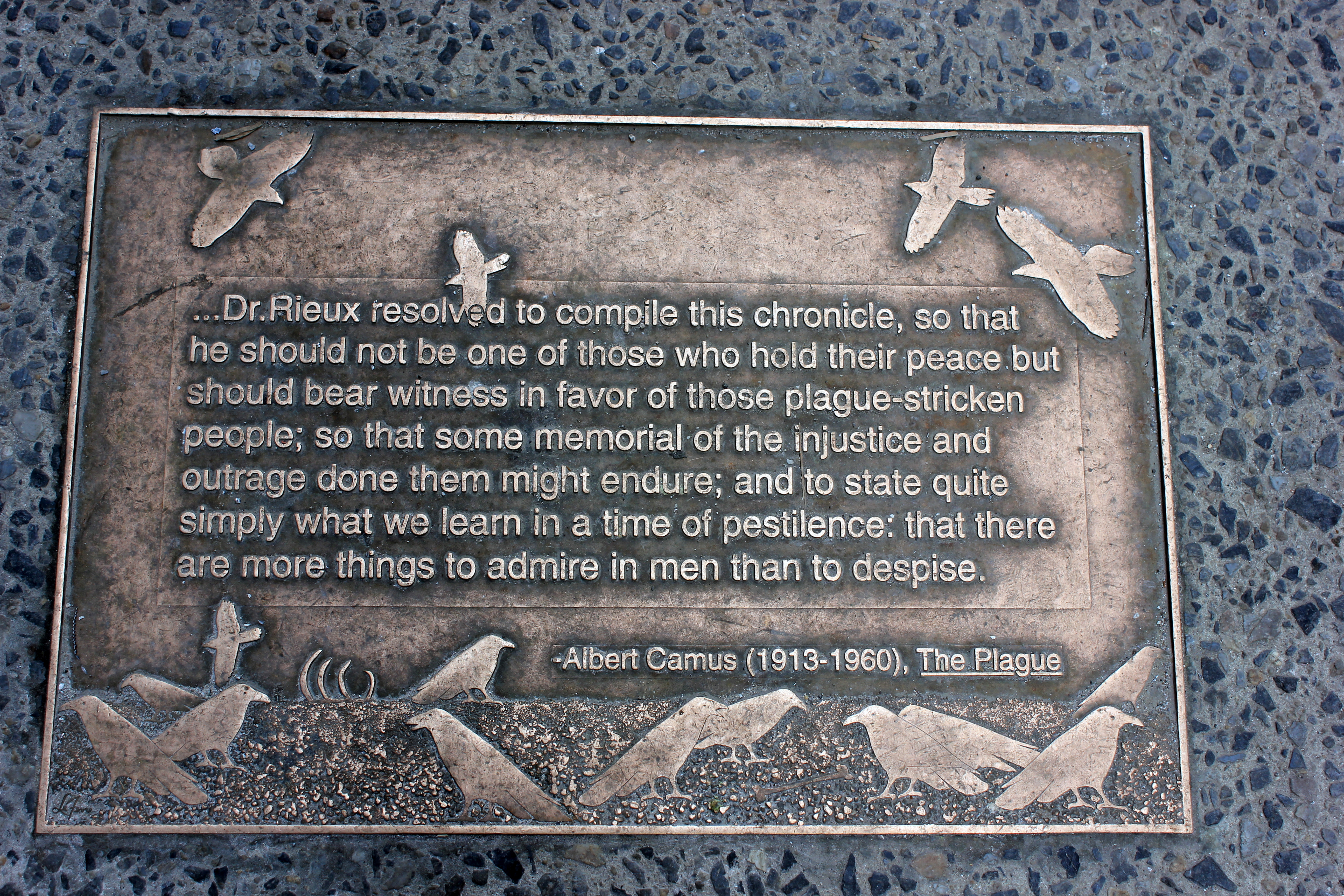
Extrait de la fin du roman, en anglais, gravé sur une plaque (Library walk, New York)

- Bernard Rieux, médecin : À la fin de l’œuvre, il est révélé qu'il est le narrateur de la chronique. Il l'a rédigée « pour dire simplement ce qu'on apprend au milieu des fléaux, qu'il y a dans les hommes plus de choses à admirer que de choses à mépriser »[8]. Le Dr Bernard Rieux est décrit comme un homme d'environ 35 ans, de taille moyenne, à la peau foncée, aux cheveux noirs coupés court.
- Le père Paneloux est un prêtre jésuite érudit et très respecté. Il est connu pour avoir donné une série de conférences dans lesquelles il défendait une forme pure de la doctrine chrétienne et fustigeait le laxisme de son auditoire[9].
- Jean Tarrou est un homme de naturel joyeux, arrivé à Oran quelques semaines avant l'apparition de la peste pour des raisons inexpliquées. Avant l'arrivée de la peste, il aimait fréquenter les danseurs et les musiciens espagnols de la ville. Il tient également un journal intime, rempli de ses observations sur la vie à Oran, que le narrateur incorpore au récit[10].
- Joseph Grand est un employé du service des statistiques de la mairie d'Oran. Il ne fait son apparition que dans la seconde version du livre. Grand et mince, c'est un personnage insignifiant, attaché à sa routine. Mal payé, il mène une vie austère, mais il est capable d'une profonde affection, et regrette sa femme qui l'a quitté. Pendant son temps libre, Grand peaufine son latin et tente d'écrire un livre, mais il reste bloqué sur l'incipit sans pouvoir avancer. Il a en effet un tel souci d'employer le mot juste qu'il ne parvient pas à aller au-delà de la première phrase, « Par une belle matinée de mai, une svelte amazone, montée sur une superbe jument alezane, parcourait les allées fleuries du bois de Boulogne. » qu'il ne cesse de récrire[11].
- Othon, juge d’instruction.
- Cottard vit dans le même immeuble que Grand. Il ne semble pas avoir de travail et est décrit comme ayant des moyens privés bien qu'il se considère comme « un vendeur ambulant de vins et spiritueux ». Cottard est un personnage excentrique, silencieux et secret, qui tente de se pendre dans sa chambre. Il tient à ce que Rieux ne rapporte pas l'incident, car il fait l'objet d'une enquête des autorités pour un crime non déclaré. Dans une allusion désinvolte à l'intrigue de L'Étranger, Cottard réagit en sortant brusquement du bureau de tabac lorsque la marchande mentionne l'arrestation à Alger d'un homme pour avoir tué un Arabe sur une plage.
- Raymond Rambert est un journaliste qui se rend à Oran pour faire des recherches sur le niveau de vie dans la colonie arabe d'Oran. Lorsque la peste frappe, il se retrouve piégé dans une ville avec laquelle il n'a aucun lien. Sa compagne, qui se trouve à Paris, lui manque et il use de tous les moyens pour persuader la bureaucratie de la ville de lui permettre de sortir d'Oran. En vain, il contacte des contrebandiers, qui acceptent de l'aider à s'enfuir contre une somme de dix mille francs. Cependant, il y a un problème dans les arrangements, et lorsqu'un autre plan d'évasion est organisé, Rambert change d'avis. Il décide de rester dans la ville et de continuer à combattre la peste, affirmant qu'il aurait honte de poursuivre un bonheur purement privé. Il se sent désormais à sa place à Oran, et la peste est l'affaire de tous, y compris la sienne.[réf. nécessaire]

### Autres personnages
- M. Michel : concierge de l’immeuble de Rieux, le premier cas recensé de la peste.
- Castel : confrère de Rieux qui tente de développer un vaccin contre la maladie.
- Mercier : directeur du service communal.
- Richard : médecin connu dans la ville. Il meurt vers la fin du récit.
- Mme Rieux (mère) : mère du docteur Rieux. Elle est venue tenir la maison de son fils quand la femme de celui-ci est partie à la montagne pour se soigner.
- Mme Rieux (épouse) : épouse de Rieux. Elle part se faire soigner d'une grave maladie au début du roman. On apprend sa mort dans la cinquième partie.
- Les enfants du juge Othon sont présentés comme des « caniches », le garçon ayant droit à quelques lignes, puis à une longue scène décrivant sa mort. À part une phrase sur des enfants lançant des pétards, c'est le seul usage qui est fait des enfants dans le livre, ce qui contraste beaucoup avec les longs développements sur les souffrances endurées par les amants séparés.
- Le Préfet : Le préfet croit d'abord que les rumeurs de peste sont une fausse alerte, mais sur les conseils de son association médicale, il autorise des mesures limitées pour la combattre. Lorsqu'elles ne fonctionnent pas, il tente d'éviter toute responsabilité en disant qu'il demandera des ordres au gouvernement. Puis, il prend la responsabilité de renforcer la réglementation relative à la peste et donne l'ordre de fermer la ville.

## Genèse
Albert Camus a commencé à penser au contenu du roman en 1938, en notant des idées éparses dans ses Carnets.  En 1943, l'essentiel de la matière est réuni, mais Camus hésite sur la forme :  il y a alors quatre narrateurs dont l'auteur qui se succèdent pour exposer leur vision des évènements et leurs points de vue. Dans la version publiée en 1947, seul reste Rieux, narrateur masqué. Le processus narratif s'appuie toutefois sur d'autres personnages. Il a recours par exemple au journal personnel de Tarrou et à la plume de Rieux se posant comme historien. Il fait parler les autres personnages pour exprimer différents points de vue et ne pas prendre position, donnant l'impression qu'il est neutre face aux événements.  

## Un récit allégorique?
La Peste de Camus semble être une allégorie de l’Occupation des nazis en France. Néanmoins, il ne s’agit pas de représenter de manière réaliste la période marquée par le régime de Vichy mais davantage le point de vue qu’a eu Camus et qui l’a marqué durant cette époque.  

### Les indices de l'allégorie
Dès l'épigraphe, tiré de Robinson Crusoé de Daniel Defoe (auteur du Journal de l'année de la peste), Camus invite le lecteur à assimiler l'épidémie de peste du roman à plusieurs situations analogues : « Il est aussi raisonnable de représenter une espèce d’emprisonnement par une autre que de représenter n’importe quelle chose qui existe réellement par quelque chose qui n’existe pas. » D'après l'incipit, les faits se déroulent en l’an 194. : une date renvoyant à la période 1940-1945, c’est-à-dire au régime de Vichy. La situation fait alors penser aux conditions de l’Occupation qui s’intensifient à mesure que l’invasion prend de l’ampleur, comme c’est le cas dans La Peste : au départ, la peste est vue comme une maladie qui ne fera pas long feu, une similitude avec le début de la Seconde Guerre mondiale, négligée au départ. Puis, plus on avance dans l'histoire, plus les événements deviennent alarmants et obligent à la mise en place d’un couvre-feu obligatoire et d’une quarantaine sans aucune communication avec l'extérieur. Le long monologue de Tarrou à la fin de l'ouvrage (fin de la partie IV) plaide pour une interprétation en partie allégorique, le personnage établissant un très strict parallèle entre la peste et l'assassinat, mobilisant à de nombreuses reprises le champ lexical de cette maladie pour décrire ceux qui prétendent donner la mort, notamment au nom de la justice et d'autres causes politiques.

### Les limites de l'analogie
L'analogie entre le nazisme et La Peste a été sujette à de nombreuses critiques. Jean-Paul Sartre, notamment, après avoir un temps défendu le roman dans Qu'est-ce que la littérature ?, dénonce plus tard celui qui ose « faire tenir le rôle des Allemands par des microbes sans que nul s’avisât de la mystification ». En effet, l’analogie ne serait pas pertinente car comparer les nazis aux microbes de la peste reviendrait à faire d’eux des êtres dépourvus de conscience, minuscules, et qui ne pensent pas.
En blâmant l’assimilation des Allemands à des microbes, Sartre opère, selon Michel Murat, un paralogisme, un raisonnement absent du roman : « Le récit n’est pas protégé de l’arbitraire de l’interprétation car les analogies partielles ne sont pas dépendantes de la structure globale, n’entrent pas en contradiction. Mais au niveau global, des variations minimes peuvent entraîner des divergences importantes ». L’allégorie ne saurait s’appliquer à tous les éléments du texte et si Camus se focalise sur les « victimes saines » de la peste plus que sur la maladie elle-même ou sur la communauté contagieuse, c’est justement parce qu’il ne souhaite pas rendre son récit réversible[Quoi ?].
D’ailleurs, d’après le projet de Camus, les formations sanitaires ne représentent nullement la Résistance. Comme le rappelle Michel Murat, alors que les formations sanitaires sont une organisation civile et légale, la Résistance fut armée et clandestine. Par conséquent, il faut renoncer à l’équivalence terme à terme. Ne prétendant nullement à une représentation exhaustive de l’événement, le roman se propose surtout d’offrir « un équivalent de l’espace mental de la France occupée».

### Un roman de la Shoah?
En outre, certains critiques[Qui ?] ont perçu dans La Peste des échos à la Shoah. Lorsqu’on apprend à la fin du roman que le narrateur anonyme n’était autre que Rieux, ce dernier nous explique qu’il « voulait rédiger le récit […] pour ne pas être de ceux qui se taisent, pour témoigner […] pour laisser du moins un souvenir. » Ainsi Rieux peut-il être comparé[réf. nécessaire] à ceux qui, après la guerre, ont offert leurs témoignages au public en souvenir des crimes de la Seconde Guerre mondiale, tel Primo Levi dans Si c'est un homme.
Si l’allusion aux fours crématoires rappelle la Shoah, ces fours sont employés comme mesure prophylactique par les bénévoles des services sanitaires. Aussi Dominique Rabaté considère-t-il cet indice comme un signe ambigu : « Ce décodage se complique dès lors que les fours de la Peste servent, à l’intérieur de la diégèse, à des mesures sanitaires indispensables. Certes la critique de la machine bureaucratique mise en place contre le fléau est perceptible, mais l’incinération des cadavres est dictée par la simple raison et des impératifs de prophylaxie. L’image reste donc pour le moins ambiguë. » Camus connaissait l’existence des camps avant 1947 : Jean-Yves Guérin signale qu’il avait lu L’Univers concentrationnaire de David Rousset en 1946. Mais on peut se demander s’il a voulu exprimer en creux l’indicible de la Shoah. Même si ses Carnets mentionnent la déportation, Camus s’interdit de parler d’une expérience dont les seuls témoins autorisés sont les victimes : « Ce qui me ferme la bouche, c’est que je n’ai pas été déporté. Mais je sais quel cri j’étouffe en disant ceci. »

## Adaptations
En 1963, le roman inspira à Roberto Gerhard (1896-1970), exilé de Barcelone pour fuir la dictature franquiste en Catalogne et installé en Angleterre, un poème symphonique, intitulé The Plague, incluant de longs passages de La Peste, traduits en anglais.
Le roman a fait l'objet de plusieurs adaptations au cinéma, dont une en 1992 sous le titre La Peste, par le réalisateur argentin Luis Puenzo, et une autre en 2010 sous le titre La Cité, par le réalisateur québécois Kim Nguyen.
Il a également été joué au théâtre, sous le titre La Peste, par Francis Huster dans les années 2011-2012.
En 2020, le roman est adapté à la radio, sous le titre The Plague, adaptation de la pièce de Neil Bartlett de 2017. La première a lieu le 26 juillet sur BBC Radio 4 pendant la pandémie de COVID-19. La pièce a été enregistrée à domicile par les acteurs pendant la période de quarantaine, avec Sara Powell dans le rôle du Docteur Rieux, Billy Postlethwaite dans le rôle de Raymond Rambert, Joe Alessi dans le rôle de M. Cottard, Jude Aduwudike dans le rôle de Jean Tarrou et Colin Hurley dans le rôle de M. Grand.
En 2021, il est adapté en manga en 4 tomes, par Ryota Kurumado.
Le roman est adapté en mini-série en quatre épisodes par Georges-Marc Benamou et Antoine Garceau pour France Télévisions, diffusés en France les lundis 4 et 11 mars 2024. Le casting inclut Frédéric Pierrot dans le rôle du docteur Rieux, Hugo Becker, Johan Heldenbergh, Judith Chemla et Sofia Essaïdi.